# Erasmus per giovani imprenditori
Erasmus per giovani imprenditori è un programma di mobilità avviato dall'Unione europea nel 2009 e che mira a formare nuovi o aspiranti imprenditori attraverso un'esperienza lavorativa all'estero, presso una piccola o media impresa (PMI) gestita da un imprenditore esperto. Quest'ultimo aiuta il nuovo imprenditore ad acquisire le competenze necessarie ad avviare e/o gestire una piccola impresa. Per l'imprenditore ospitante, invece, il programma rappresenta un'opportunità per conoscere nuovi mercati, stringere rapporti commerciali con partner esteri e riconsiderare la propria impresa da altre prospettive.
Il soggiorno all'estero del nuovo o aspirante imprenditore è cofinanziato dall'Unione europea. Questo scambio di esperienze, che può durare da uno a sei mesi, avviene in uno dei 38 paesi partecipanti al programma. Erasmus per giovani imprenditori opera, infatti, nei 28 paesi dell'Unione europea e in nove paesi extra UE (Armenia, Repubblica di Macedonia, Islanda, Montenegro, Moldavia, Turchia, Ucraina Albania, Serbia e Bosnia-Erzegovina. ), grazie alla collaborazione di oltre 200 centri di contatto locali attivi nel settore del sostegno alle imprese (quali Camere di commercio, centri di appoggio alle imprese, incubatori di imprese, ecc.). Le attività di questi centri di contatto sono coordinate a livello europeo dall'Ufficio di Supporto del programma, ruolo attualmente ricoperto da EUROCHAMBRES.
A Gennaio 2017 gli scambi conclusi o ancora in corso erano oltre quattromila, con il coinvolgimento di più di novemila imprenditori e un tasso di soddisfazione al 94%.

## Obiettivi del programma
Erasmus per giovani imprenditori mira a promuovere lo spirito imprenditoriale e il commercio transfrontaliero in Europa, facilitando lo scambio di conoscenze ed esperienze tra imprenditori che intendono avviare un'attività o che ne hanno appena iniziata una, e imprenditori affermati.
Il programma, inoltre, aiuta gli imprenditori a godere pienamente delle opportunità offerte dal Mercato unico, superando le difficoltà ad esse collegato.

## Erasmus per giovani imprenditori in sintesi
- Offre agli imprenditori in erba la possibilità di imparare da un imprenditore affermato che gestisce una piccola o media impresa (PMI) in un altro paese dell'UE;
- Consente lo scambio di esperienze tra imprenditori;
- Facilita l'accesso a nuovi mercati e la ricerca di potenziali partner commerciali;
- Permette agli imprenditori affermati di sviluppare nuove relazioni commerciali e scoprire nuove opportunità in un altro paese dell'UE.

## Storia e sviluppo di Erasmus per giovani imprenditori
Nel 2007 il Parlamento europeo ha introdotto una nuova linea di bilancio intitolata "Erasmus per giovani imprenditori". La Commissione europea ha quindi iniziato a concepire il progetto pilota con l'obiettivo di sostenere periodi di mobilità all'estero per gli imprenditori di recente costituzione e nascenti, al fine di migliorare le loro competenze e favorire il trasferimento transfrontaliero di conoscenze ed esperienze.
Erasmus per giovani imprenditori si sviluppa nell'ambito dello Small Business Act per l'Europa, che considera questa iniziativa un contributo fondamentale "per creare un contesto in cui imprenditori e imprese familiari possano prosperare e che sia gratificante per lo spirito imprenditoriale".
Per certi aspetti Erasmus per giovani imprenditori è simile al noto programma Erasmus per gli studenti, in quanto si tratta di un progetto per la mobilità che si rivolge ad un particolare gruppo di utenti. Tuttavia, è anche chiaramente diverso: mentre il programma Erasmus proposto nell'ambito dell'istruzione migliora i rapporti studente-università, il programma Erasmus per giovani imprenditori si concentra sulle relazioni business-to-business. Questi due programmi europei sono complementari tra loro in quanto offrono opportunità di mobilità a diversi gruppi di utenti in diverse fasi della vita.